# Társas vállalkozás
A társas vállalkozás adójogi gyűjtőfogalom.
Fogalma a társasági adóról és az osztalékadóról szóló 1996. évi LXXXI. törvény (a továbbiakban: Tao. tv.) hatálya alá tartozó adózót takarja, kivéve
- a Munkavállalói Résztulajdonosi Program szervezetét,
- a közhasznú társaságot,
- a közhasznú, kiemelkedően közhasznú jogállással rendelkező nonprofit gazdasági társaságot,
- a vízgazdálkodási társulatot,
- az alapítványt, a közalapítványt,
- a társadalmi szervezetet,
- a köztestületet, az egyházat (ideértve e szervezetek alapszabályában, illetve alapító okiratában jogi személyiséggel felruházott szervezeti egységeket is),
- a lakásszövetkezetet, az iskolai szövetkezetet, a szociális szövetkezetet,
- az önkéntes kölcsönös biztosítópénztárat,
- a felsőoktatási intézményt (ideértve az általa létrehozott intézményt is),
- továbbá a diákotthont.

## Lásd még
- Egyszemélyes társaság
- Egyéni vállalkozó
- Alapítvány